# Витина (Болгарія)
Ви́тина (болг. Витина) — село в Смолянській області Болгарії. Входить до складу общини Рудозем.

## Населення
За даними перепису населення 2011 року у селі проживали 175 осіб.
Національний склад населення села:
| Національність   | Кількість осіб | Відсоток |
| ---------------- | -------------- | -------- |
| болгари          | 167            | 96,5 %   |
| інша             | 4              | 2,3 %    |
| Всього відповіли | 173            |          |

Розподіл населення за віком у 2011 році:
Динаміка населення:

## Відомі особистості
В поселенні народився:
- Лірідон Краснікі (* 1992) — албанський футболіст.